# カッサーノ・アッロ・イオーニオ
カッサーノ・アッリオーニオ（イタリア語: Cassano all'Ionio）は、イタリア共和国カラブリア州コゼンツァ県にある、人口約18,000人の基礎自治体（コムーネ）。

## 地理

### 位置・広がり

#### 隣接コムーネ
隣接するコムーネは以下の通り。
- カストロヴィッラリ
- チェルキアーラ・ディ・カラーブリア
- チーヴィタ
- コリリアーノ＝ロッサーノ
- フランカヴィッラ・マリッティマ
- フラシネート
- スペッツァーノ・アルバネーゼ
- ヴィッラピアーナ

## 行政

### 分離集落
カッサーノ・アッリオーニオには、以下の分離集落（フラツィオーネ）がある。
- シーバリ（イタリア語版）, Doria, Lauropoli, Lattughelle, Murate, Contrada Bruscate (zona chiamata Millepini o Le Bruscate), Caccianova, Case sparse, Contrada Sisto, Corsi, Fuscolara, Fuscolaro,Garda, Gli Stombi, I Tre Ponti, Il Porcile, Il Porro, Laccata, Le Caselle, Masseria Brichetto, Olmo Torto, Pantano Rotondo, Permuta, Pianoscafo, Torre della Chiesa